# Mario Germano

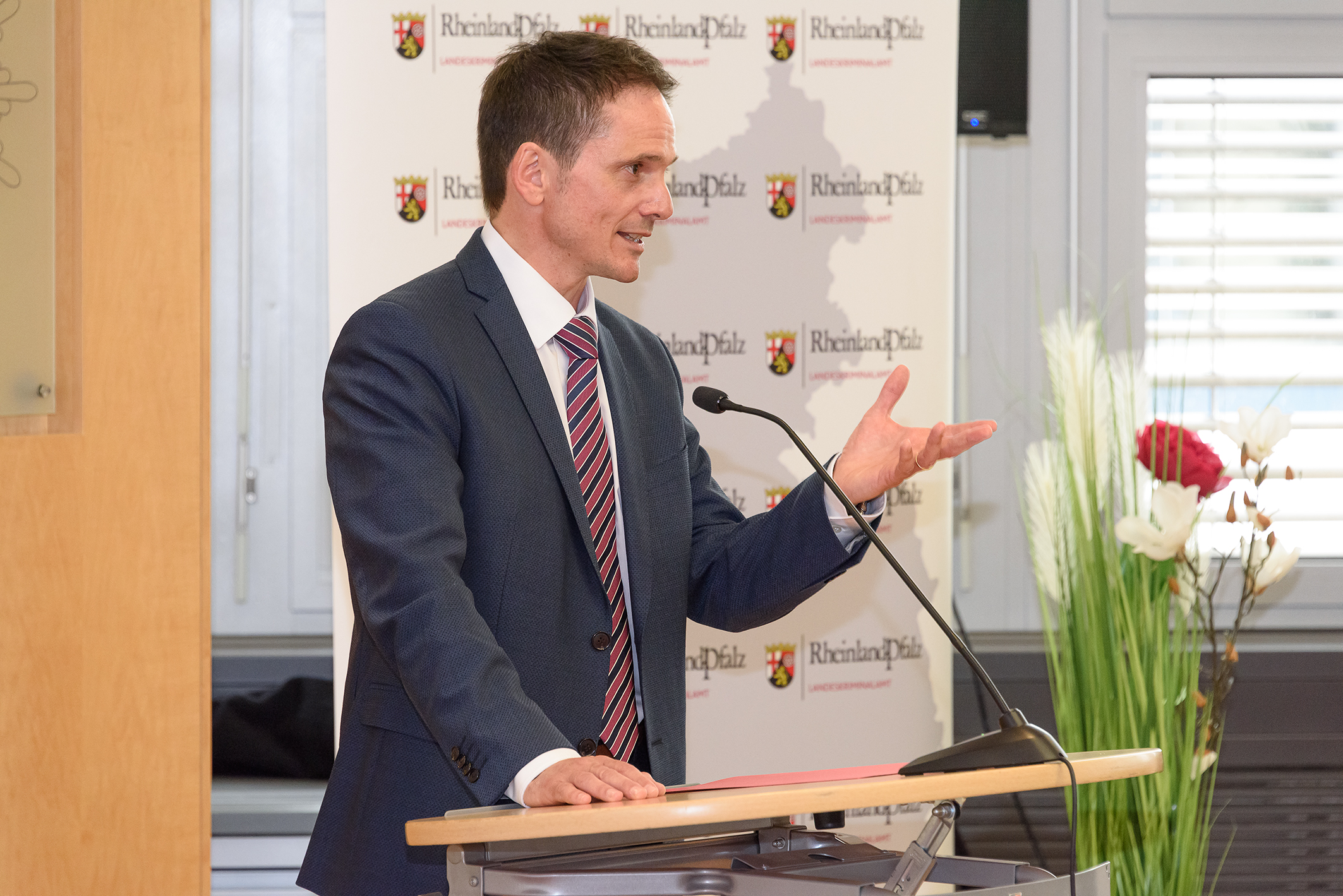
Mario Germano (2023)

Mario Germano (* 29. März 1974 in Bad Neuenahr-Ahrweiler) ist ein deutscher Polizeibeamter und seit dem 15. April 2023 Präsident des Landeskriminalamts Rheinland-Pfalz.

## Werdegang
1993 absolvierte Germano das Abitur und trat im selben Jahr in das Bundeskriminalamt (BKA) ein. Von 1993 bis 1996 studierte er an der Fachhochschule des Bundes, Fachbereich Kriminalpolizei, um sich für den gehobenen kriminalpolizeilichen Vollzugsdienst des Bundes zu qualifizieren. Nach Abschluss seines Studiums hatte er von 1996 bis 2005 verschiedene Verwendungen im gehobenen Dienst des BKA inne. Dazu gehörten unter anderem Einsätze im Mobilen Einsatzkommando (MEK) sowie Tätigkeiten als kriminalpolizeilicher Sachbearbeiter im Bereich der Organisierten Kriminalität.
Von 2005 bis 2007 absolvierte er ein Masterstudium an der Deutschen Hochschule der Polizei (DHPOL) in Münster-Hiltrup, das ihm den Aufstieg in den höheren kriminalpolizeilichen Vollzugsdienst des Bundes ermöglichte. Anschließend war er von 2007 bis 2009 als Führungskraft in der Tatortgruppe für Spreng- und Branddelikte sowie des Entschärferkommandos des BKA tätig.
In den Jahren 2009 bis 2013 übernahm er verschiedene Aufgaben im Stab der Amtsleitung, darunter die Position des persönlichen Referenten eines Vizepräsidenten und die Leitung einer hauptamtlichen Projektgruppe zur Optimierung des internationalen polizeilichen Nachrichtenaustauschs. Von 2013 bis 2015 war er Führungskraft im Bereich OK-Lage, Analyse und Strategie.
Im Zeitraum von 2015 bis 2018 fungierte er als Geheimschutzbeauftragter des BKA und leitete das Referat „Geheimschutz / Interne Ermittlungen“. Von 2018 bis 2023 übernahm er die Leitung der SIRENE Deutschland, der im BKA angesiedelten nationalen Zentralstelle des europäischen SIRENE Fahndungsverbundes. Seit April 2023 leitet er das Landeskriminalamt Rheinland-Pfalz. 
Mit Übernahme der Behördenleitung wurde ihm auch die Leitung des Projekts „KriBe 5.0 – Kriminalitätsbekämpfung der Zukunft“ übertragen. Die Reform verfolgte das Ziel, die polizeiliche Kriminalitätsbekämpfung angesichts eines dynamischen Einflusses gesellschaftlicher Megatrends auf die Kriminalitätsentwicklung zukunftsfähig auszurichten. Im Zeitraum von Juni 2023 bis März 2025 hat die Projektgruppe vielfältige Maßnahmen in den Handlungsfeldern Organisation, Prozesse, Personal, Ausstattung, Innovation, Attraktivität sowie Aus- und Fortbildung umgesetzt. Es handelte sich um den umfassendsten Transformationsprozess der Polizei Rheinland-Pfalz seit dem Jahr 1993.

## Schwerpunkte

### Mitarbeiterführung
Germano setzt sich für moderne Arbeitsmodelle, Digitalisierung und flexible Arbeitszeiten ein, um die Work-Life-Balance der Mitarbeitenden zu verbessern. Er betont die Bedeutung von Wertschätzung, Respekt und Gleichbehandlung.

### Kriminalitätsbekämpfung
Germano setzt Schwerpunkte auf die Bekämpfung von Internetkriminalität, insbesondere durch den Einsatz moderner Technologien und spezialisierter Ermittlungsgruppen. Er betont die Wichtigkeit der Zusammenarbeit mit Bundes- und Länderbehörden sowie Plattformbetreibern, um effektive Lösungen gegen Hasskommentare und politisch motivierte Kriminalität zu entwickeln. Zudem hebt er die Bedeutung der Präventionsarbeit hervor. Er erkennt das wachsende Bedrohungspotenzial durch rechte Extremisten und Reichsbürger als ernstzunehmendes Problem.